# جيرالد وليامز (لاعب كرة قاعدة)
جيرالد وليامز (بالإنجليزية: Gerald Williams)‏ هو لاعب كرة قاعدة أمريكي، ولد في 10 أغسطس 1966.

## وصلات خارجية
- جيرالد وليامز على موقع دوري كرة القاعدة الرئيسي (الإنجليزية)
- جيرالد وليامز على موقعبيزبول رفرنس.كوم (الدوري الرئيسي) (الإنجليزية)
- جيرالد وليامز على موقعبيزبول رفرنس.كوم (الدوري الثانوي) (الإنجليزية)